# 네티비티 스토리: 위대한 탄생
《네티비티 스토리: 위대한 탄생》(영어: The Nativity Story)은 2006년 공개된 미국의 서사 드라마 영화이다.

## 출연

### 주연
- 케이샤 캐슬 휴즈
- 오스카 아이삭
- 히암 압바스
- 샤운 토웁

### 조연
- 시아란 힌즈
- 쇼레 아그다쉬루
- 스탠리 타운젠드
- 알렉산더 시디그
- 나딤 사왈하
- 카이스 나시프

## 기타
- 라인프로듀서: 엔조 시스티
- 미술: 스테파노 마리아 오톨라니
- 세트: 알레산드라 쿠에졸라
- 의상: 모리지오 밀렌노티
- 배역: 프리실라 존
- 배역: 민디 마튼
- 배역: 줄리엣 메나저
- 배역: 샤일라 루빈

## 같이 보기
- 크리스마스 영화 목록